# Cinta
Cinta (węg. Fintaháza) – wieś w Rumunii, w okręgu Marusza, w gminie Crăciunești. W 2011 roku liczyła 373 mieszkańców.